# Dustin Nguyen

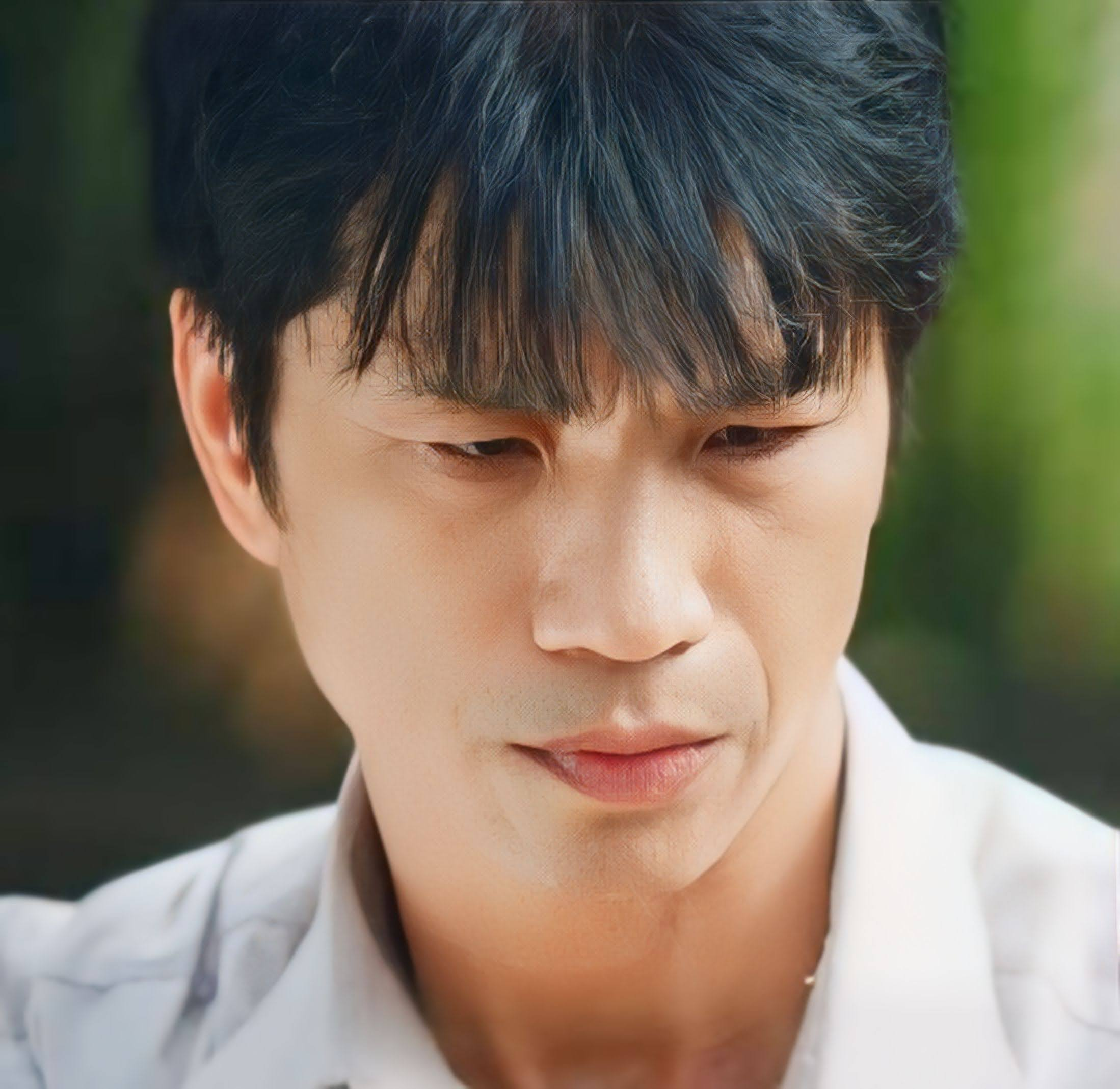
Dustin Nguyen

Dustin Nguyen (* 17. September 1962 in Saigon) ist ein US-amerikanischer Schauspieler vietnamesischer Herkunft.

## Leben
Dustin Nguyens Geburtsname ist Nguyễn Xuân Trí. Seine Mutter My Le war Tänzerin und Schauspielerin, sein Vater Xuan Phat war Schauspieler, Autor und Produzent in Südvietnam. Seine Familie verließ Vietnam im April 1975.
Nachdem Dustin Nguyen und seine Familie aus Südvietnam geflüchtet waren, bauten sie sich ein neues Leben in den Vereinigten Staaten von Amerika auf. Während seiner High-School-Zeit begeisterte sich Dustin Nguyen für Kampfsport. Später zog er nach Kalifornien, wo er sich auch zum ersten Mal mit der Schauspielerei beschäftigte.
Dustin Nguyen war seit 2001 mit seiner langjährigen Freundin, dem ehemaligen Model Angela Rockwood, verheiratet. Seit einem schweren Autounfall ist seine Ex-Frau querschnittsgelähmt. Das Paar trennte sich 2011. Dustin Nguyen und seine damalige Frau engagieren sich stark für die Christopher Reeve Paralysis Foundation. Diese Stiftung wurde von dem inzwischen verstorbenen Schauspieler Christopher Reeve und seiner Frau 1982 gegründet.

## Schauspieler
Sein Debüt als Schauspieler gab er in einer Episode von Magnum als kambodschanischer Freiheitskämpfer. In der Serie 21 Jump Street – Tatort Klassenzimmer spielte er von 1987 bis 1990 die Rolle des Officers Harry Truman Ioki und von 1998 bis 2002 in V.I.P. – Die Bodyguards, einer US-amerikanischen Fernsehserie mit Pamela Anderson.
1994 war er in der Filmkomödie 3 Ninjas – Kick Back zu sehen. Ab Mitte der 2000er Jahre trat er verstärkt in vietnamesischen Produktionen auf.

## Filmografie (Auswahl)
- 1985: Dead Point Sunset Strip
- 1985: Magnum, (Magnum, p.i., Fernsehserie, zwei Episoden)
- 1986: Das A-Team (The A-Team, Fernsehserie, eine Episode)
- 1987–1990: 21 Jump Street – Tatort Klassenzimmer (Fernsehserie, 82 Episoden)
- 1991: Du bist ja ein Engel! (Earth Angel, Fernsehfilm)
- 1992: Rapid Fire – Unbewaffnet und extrem gefährlich (Rapid Fire)
- 1992–1993: Highlander (Fernsehserie, zwei Episoden)
- 1993: Zwischen Himmel und Hölle (Heaven & Earth)
- 1993: No Escape No Return
- 1993: Mord ist ihr Hobby (Fernsehserie Staffel 10/Folge 1 Tod in Hongkong)
- 1994: 3 Ninjas – Kick Back (3 Ninjas Kick Back)
- 1994: seaQuest DSV (Fernsehserie, vier Episoden)
- 1994: Vanishing Son II – Im Feuer des Drachen (Vanishing Son II, Fernsehfilm)
- 1994: Vanishing Son IV – Die Rückkehr der Drachen (Vanishing Son IV, Fernsehfilm)
- 1995: Virtuosity
- 1995: The Doom Generation
- 1997: Die Gang (Fernsehserie, 13 Episoden)
- 1998: Hundred Percent
- 1999–2002: V.I.P. – Die Bodyguards (V.I.P., Fernsehserie, 62 Episoden)
- 2003: The Break (Fernsehfilm)
- 2005: Little Fish
- 2007: Finishing the Game: The Search for a New Bruce Lee
- 2012: Angels
- 2013: Once Upon a Time in Vietnam
- 2013: The Gauntlet
- 2014: 22 Jump Street
- 2014: Gentle
- 2015: Zero Tolerance
- 2015: Jackpot
- 2015: The Man with the Iron Fists 2
- 2018: This Is Us – Das ist Leben (This Is Us, Fernsehserie)
- 2019–2023: Warrior (Fernsehserie)